# Bocholter VV
Koninklijke Bocholter VV is een Belgische voetbalclub uit Bocholt in Limburg. De club is aangesloten bij de KBVB met stamnummer 595. De club bracht de grootste tijd van zijn geschiedenis door in de provinciale reeksen, maar klom op het eind van de 20e eeuw op in de nationale reeksen.

## Geschiedenis
Bocholter VV werd opgericht in de zomer van 1924 door een fusie tussen Heuvel Sports en Rust Roest. Dit kwam op initiatief van Johannes Robersscheuten, een oud-voetballer van onder andere PSV, Antwerp FC en Cappellen FC en nog spelende bij Rust Roest. Samen met enkele anderen maakte Robersscheuten deel uit van de eerste ploeg. Op 1 september 1925 werden de eerste spelers en dus de club aangesloten bij de Belgische Voetbalbond. In 1925 begon de club meteen aan haar eerste voetbalseizoen. Bocholter startte in de Vierde Provinciale.
Bocholter VV speelde de drie eerste voetbalseizoenen uit haar nog jonge geschiedenis meteen kampioen. Hierdoor steeg de club al gauw naar de hogere regionale reeksen. In de zomer van 1923 kende men te Bocholt trouwens twee voetbalclubs. FC De Strijdlust Bocholt en het net gefuseerde Bocholter V.V. Het was dankzij de voorzitter van laatstgenoemde club en de voorzitter van Strijdlust dat in 1928 beide clubs samensmolten onder de benaming Bocholt V.V. In 1931 slaagde men er in promotie af te dwingen naar de nationale bevorderingsreeksen, toen nog de derde klasse. Het bleef echter bij dit ene seizoen in de nationale reeksen en Bocholter zakte weer weg in de provinciale klassen. In het begin van de jaren zestig kende de club sportief weer een kleine heropleving. Bocholter promoveerde weer uit Eerste Provinciale naar de nationale bevorderingsreeksen (ondertussen de Vierde Klasse). Bocholter kon zich slechts twee seizoenen handhaven op nationaal niveau en zakte weer weg naar Eerste Provinciale, op het eind van de jaren zestig zelfs naar Tweede Provinciale. Bocholter bleef enkele decennia lang hangen in deze afdelingen.
Op het eind van de 20ste eeuw begon echter een sterke periode voor de club. In 1998 speelde men kampioen in Eerste Provinciale met een nieuwe promotie naar Vierde Klasse tot gevolg. Na meer dan 30 jaar speelde de club zo weer op nationaal niveau. Ditmaal kon Bocholter zich wel handhaven en na drie seizoenen pakte men zelfs de titel in zijn reeks. De club promoveerde zo door naar Derde Klasse. De club nam enkele keren deel aan de eindronde voor promotie, maar slaagde er nooit in om te promoveren naar Tweede klasse.

## Resultaten
| Seizoen | Klasse | Klasse | Klasse | Klasse | Klasse | Reeks                                                    | Punten                                                   | Opmerkingen                                                          |
|         | I      | II     | III    | IV     | P.I    |                                                          |                                                          |                                                                      |
| ------- | ------ | ------ | ------ | ------ | ------ | -------------------------------------------------------- | -------------------------------------------------------- | -------------------------------------------------------------------- |
| 1998/99 |        |        |        | 4      |        | Vierde Klasse C                                          | 54                                                       | Verlies in eindronde voor promotie                                   |
| 1999/00 |        |        |        | 3      |        | Vierde Klasse C                                          | 52                                                       | Verlies in eindronde voor promotie                                   |
| 2000/01 |        |        |        | 1      |        | Vierde Klasse C                                          | 53                                                       | Kampioen                                                             |
| 2001/02 |        |        | 10     |        |        | Derde Klasse B                                           | 33                                                       |                                                                      |
| 2002/03 |        |        | 14     |        |        | Derde Klasse B                                           | 22                                                       | Redding via eindronde                                                |
| 2003/04 |        |        | 4      |        |        | Derde Klasse B                                           | 51                                                       | Verlies in eindronde voor promotie tegen Overpelt-Lommel             |
| 2004/05 |        |        | 7      |        |        | Derde Klasse B                                           | 42                                                       |                                                                      |
| 2005/06 |        |        | 14     |        |        | Derde Klasse B                                           | 32                                                       | Redding via eindronde                                                |
| 2006/07 |        |        | 7      |        |        | Derde Klasse B                                           | 42                                                       |                                                                      |
| 2007/08 |        |        | 8      |        |        | Derde Klasse B                                           | 36                                                       |                                                                      |
| 2008/09 |        |        | 7      |        |        | Derde Klasse B                                           | 45                                                       |                                                                      |
| 2009/10 |        |        | 8      |        |        | Derde Klasse B                                           | 47                                                       |                                                                      |
| 2010/11 |        |        | 6      |        |        | Derde Klasse B                                           | 60                                                       |                                                                      |
| 2011/12 |        |        | 3      |        |        | Derde Klasse B                                           | 65                                                       | Verlies in eindronde voor promotie tegen UR La Louvière Centre       |
| 2012/13 |        |        | 2      |        |        | Derde Klasse B                                           | 74                                                       | Verlies in eindronde voor promotie tegen Patro Eisden Maasmechelen   |
| 2013/14 |        |        | 6      |        |        | Derde Klasse B                                           | 49                                                       |                                                                      |
| 2014/15 |        |        | 5      |        |        | Derde Klasse B                                           | 64                                                       | Deelname aan eindronde voor promotie geweigerd vanwege geen licentie |
| 2015/16 |        |        | 3      |        |        | Derde Klasse B                                           | 64                                                       | Verlies in eindronde voor promotie tegen RFCB Sprimont               |
|         | 1A     | 1B     | 1Na    | 2Af    | 3Af    | Vanaf 2016-17 zijn er 3 nationale en 2 regionale niveaus | Vanaf 2016-17 zijn er 3 nationale en 2 regionale niveaus | Vanaf 2016-17 zijn er 3 nationale en 2 regionale niveaus             |
| 2016/17 |        |        |        | 6      |        | Tweede klasse Am. VV B                                   | 41                                                       |                                                                      |
| 2017/18 |        |        |        | 2      |        | Tweede klasse Am. VV B                                   | 57                                                       |                                                                      |
| 2018/19 |        |        |        | 4      |        | Tweede klasse Am. VV B                                   | 49                                                       | in promotie play-offs verloren tegen Olympia Wijgmaal (0-3)          |
| 2019/20 |        |        |        | 2      |        | Tweede klasse Am. VV B                                   | 42                                                       | Competitie vroegtijdig stopgezet door Covid-19                       |
| 2020/21 |        |        |        | 1      |        | Tweede afdeling VV B                                     | 10                                                       | Competitie vroegtijdig stopgezet, na 4 speeldagen, door Covid-19     |
| 2021/22 |        |        |        | 6      |        | Tweede afdeling VV B                                     | 51                                                       |                                                                      |
| 2022/23 |        |        |        | 9      |        | Tweede afdeling VV B                                     | 49                                                       |                                                                      |
| 2023/24 |        |        |        | 7      |        | Tweede afdeling VV B                                     | 54                                                       |                                                                      |
| 2024/25 |        |        |        | 13     |        | Tweede afdeling VV B                                     | 31                                                       |                                                                      |
| 2025/26 |        |        |        |        |        | Tweede afdeling VV B                                     |                                                          |                                                                      |

## Bekende spelers
- Johannes Robersscheuten
- Issam Al Kamouchi
- Christophe Bertjens
- Richard Culek
- Dimitri de Condé
- Jochen Janssen
- Wim Mennes
- Arne Nilis
- Wouter Scheelen
- Sven Van Der Jeugt
- Bram Vangeel
- Dylan Vanwelkenhuysen
- Joeri Vastmans
- Kris Vincken